# Q (Star Trek: Deep Space Nine)
„Q” (titlu original: „Q-Less”) este al 7-lea episod din primul sezon al serialului TV american științifico-fantastic Star Trek: Deep Space Nine. A avut premiera la 7 februarie 1993.
Episodul a fost regizat de Paul Lynch după un scenariu de Robert Hewitt Wolfe bazat pe o poveste de Hannah Louise Shearer.

## Prezentare
Q și Vash sosesc pe Deep Space Nine. Totuși, Vash și-a dat seama că tovarășul său Q este o pacoste și dorește ca acesta s-o lase în pace. 

## Actori ocazionali
- John de Lancie - Q
- Jennifer Hetrick - Vash
- Laura Cameron - Bajoran woman
- Tom McCleister - Kolos